# So This Is College
So This Is College is een Amerikaanse filmkomedie uit 1929 onder regie van Sam Wood. 

## Verhaal
Eddie en Biff zijn twee bevriende atleten aan de universiteit. De knappe Babs drijft een wig tussen hen. Zij laat haar oog vallen op Biff, maar ook Eddie dingt om haar hand. Hun rivaliteit heeft een ongunstige invloed op hun spel.

## Rolverdeling
| Acteur            | Personage |
| ----------------- | --------- |
| Elliott Nugent    | Eddie     |
| Robert Montgomery | Biff      |
| Cliff Edwards     | Windy     |
| Sally Starr       | Babs      |
| Phyllis Crane     | Betty     |
| Dorothy Dehn      | Jane      |
| Max Davidson      | Moe       |
| Ann Brody         | Momma     |
| Oscar Rudolph     | Freshie   |
| Gene Stone        | Stupid    |
| Polly Moran       | Polly     |
| Lee Shumway       | Coach     |